# Achaea malagasy
Achaea malagasy is een vlinder van de familie van de spinneruilen (Erebidae). De wetenschappelijke naam van deze soort is voor het eerst voorgesteld door Pierre Viette in een publicatie uit 1981.
De soort komt voor op Madagaskar.